# 葉爾馬科夫斯科耶區

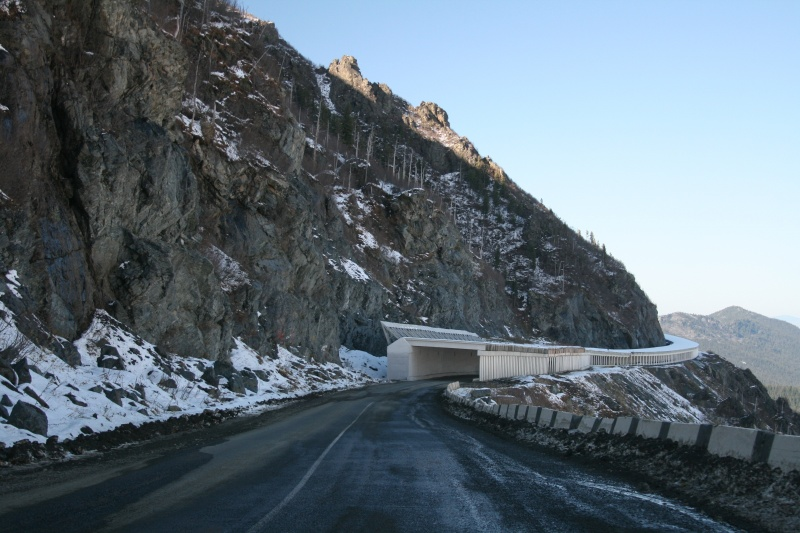

53°16′16″N 92°23′50″E / 53.27111°N 92.39722°E
葉爾馬科夫斯科耶區（俄语：Ермаковский район），是俄羅斯的一個區，位於該國中部，由克拉斯諾亞爾斯克邊疆區負責管轄，始建於1925年5月25日，面積17,652平方公里，2010年人口20,918，人口密度每平方公里1.19人。